# Vũ Văn Hiến (Bắc Chu)
Tề Dượng vương Vũ Văn Hiến (chữ Hán: 宇文宪, 544 - 578), tên tự là Bì Hà Đột, người trấn Vũ Xuyên, Đại Quận , dân tộc Tiên Ti, là tướng lĩnh, hoàng thân nhà Bắc Chu trong lịch sử Trung Quốc.

## Tuổi nhỏ thông minh, hăng hái đến Thục
Hiến là con trai thứ năm của quyền thần Vũ Văn Thái nhà Tây Ngụy; mẹ là Tề quốc thái phi Đạt Bộ Kiền thị, người Nhu Nhiên .
Hiến tính thông mẫn, độ lượng, từ nhỏ đã có thần thái nghiêm trang. Ban đầu được phong tước Phù Thành huyện công. Hiến cùng anh em học thi, truyện, tổng hợp cơ yếu, nắm được cốt lõi. Vũ Văn Thái ban cho các con ngựa tốt, riêng Hiến tự lựa chọn, và chỉ lấy bác mã (ngựa có màu lông tạp). Thái hỏi, Hiến đáp rằng: "Những con ngựa này có màu sắc đặc thù, xem chừng khả năng chưa lộ ra. Nếu tòng quân chinh phạt, kẻ chăn ngựa cũng dễ phân biệt." Thái vui vẻ nói: "Đứa nhỏ này trí thức bất phàm, sẽ trở thành bậc đại tài." Về sau Hiến đi theo Thái săn bắn ở Lũng Thượng, tham quan bãi chăn ngựa, Thái mỗi khi thấy bác mã, liền nói: "Đây là ngựa của con trai ta." Rồi mệnh cho tả hữu bắt lấy ban cho ông. Năm đầu tiên thời Tây Ngụy Cung đế (554), được tiến phong An Thành quận công. Bắc Chu Hiếu Mẫn đế lên ngôi (557), được bái làm Phiêu kỵ đại tướng quân, Khai phủ nghi đồng tam tư.
Minh đế lên ngôi (557), được thụ Đại tướng quân. Năm Vũ Thành đầu tiên (559), được nhận chức Ích Châu tổng quản, Ích, Ninh, Ba, Lư đẳng 24 châu chư quân sự, Ích Châu thứ sử, tiến phong Tề quốc công, thực ấp vạn hộ. Khi xưa Vũ Văn Thái chiếm được đất Thục (552), cho rằng nơi ấy hiểm yếu, không muốn giao cho người ngoài, bèn hỏi các con trai xem ai có thể đảm nhận. Bấy giờ Hiến xin nhận đầu tiên, Thái nói: "Thứ sử cần biết răn lính dạy dân, không phải là điều mày có thể làm ngay được. Đủ tuổi thì hãy nhận, bây giờ giao cho các anh mày." Hiến đáp: "Tài năng phải dùng theo đặc thù, không nên xem tuổi tác lớn nhỏ. Nếu làm thử mà không thành công, đành chịu tiếng xấu trước mặt cha." Thái rất hài lòng, nhưng cho rằng Hiến còn nhỏ tuổi, nên chưa sai khiến ông. Minh đế lấy cớ làm theo ý định của Thái khi xưa, nên mới bổ nhiệm Hiến vào chức này. Hiến bấy giờ được 16 tuổi, vỗ về bộ hạ, lưu tâm chánh sự; việc tố tụng tuy nhiều, ông thụ lý không nề vất vả. Người Thục yêu mến, lập bia ca tụng công đức. Sau đó được tiến vị Trụ quốc.

## Quyền thần tin cậy, cầm quân biên thùy
Giữa những năm Bảo Định (561 – 565) thời Vũ đế, được bái làm Ung Châu mục. Khi Tấn công Vũ Văn Hộ đánh Bắc Tề, lấy Úy Trì Huýnh làm tiên phong, vây Lạc Dương; Hiến cùng bọn Đạt Hề Vũ, Vương Hùng đóng quân ở Mang Sơn; còn các cánh quân khác đều đóng giữ nơi hiểm yếu. Mấy vạn quân Tề bất ngờ xuất hiện đằng sau, các cánh quân Chu sợ hãi, đều tan chạy; chỉ có Hiến cùng Đạt Hề Vũ, Vương Hùng soái quân kháng cự. Nhưng Hùng bị người Tề bắn gục, ba quân kinh sợ. Hiến đích thân đốc thúc, khích lệ, lòng quân mới yên. Bấy giờ Vũ Văn Hộ chấp chánh, rất tín nhiệm Hiến, hễ có việc chinh chiến, đều cho ông tham gia.
Năm Thiên Hòa thứ 3 (568), Hiến được làm Đại tư mã, coi việc Tiểu trủng tể, Ung Châu mục như cũ. Năm thứ 4 (569), tướng Tề là Độc Cô Vĩnh Nghiệp xâm phạm, nghĩa quân giết Khổng Thành phòng chủ Năng Bôn Đạt, dâng thành hưởng ứng quân Tề. Có chiếu sai Hiến cùng Trụ quốc Lý Mục đem quân ra Nghi Dương, đắp 5 thành Sùng Đức, cắt đứt đường vận lương của địch. Tướng Tề là Hộc Luật Quang soái 4 vạn quân đắp lũy ở Lạc Nam; năm thứ 5 (570), Hiến vượt sông Lạc đón đánh quân Tề, Quang bỏ chạy. Hiến đuổi theo, bắt kịp ở An Nghiệp, đánh mấy trận rồi về. Năm ấy, Quang lại soái quân đắp thành ở Phần Bắc, tây đến Long môn. Vũ Văn Hộ hỏi Hiến rằng: "Giặc cướp đầy dẫy, chinh chiến không dứt, khiến cho nhân dân biên thùy phải chịu khốn khổ. Há lại ngồi nhìn họ bị giết sạch, mà không nghĩ cách cứu giúp. Ngươi có kế gì không?" Đáp: "Như Hiến thấy, anh nên tạm ra Đồng Châu, để gây uy thế, Hiến xin đem tinh binh đi trước, tùy cơ công thủ. Không chỉ dẹp yên biên cảnh, mà còn giành được thắng lợi nữa." Hộ đồng ý.
Năm thứ 6 (571), Hiến soái 2 vạn quân, từ Long Môn mà ra. Tướng Tề là Tân Thái vương Vương Khang thấy Hiến đến, ngầm đưa quân bỏ trốn. Hiến bèn về tây, rồi khơi dòng Phần Thủy, ở bờ nam đắp đồn lũy, sau đó quay lại xâm nhập đất Tề. Người Tề cho rằng quân Chu không dám tiến xa, nên buông lỏng phòng bị. Hiến bèn vượt Hoàng Hà, đánh 4 thành Phục Long, 2 ngày thì nhổ cả. Lại tiến đánh Trương Bích, chiếm được; giành được quân nhu, lương thực, san bằng thành lũy của nước Tề. Hộc Luật Quang khi ấy ở Hoa Cốc, không thể đến cứu, Hiến bèn lên bắc tiến đánh thành Diêu Tương, phá được. Khi ấy Phần Châu bị vây đã lâu, đường vận lương và tiếp viện đứt đoạn, Hiến sai Trụ quốc Vũ Văn Thịnh chuyển thóc tặng họ. Hiến tự vào Lưỡng Nhũ Cốc, tập kích chiếm được thành Bách Xã, tiến quân trở lại Diêu Tương, quân Tề đóng chặt cửa thành cố thủ. Hiến sai Trụ quốc, Đàm công Vũ Văn Hội đắp thành Thạch Điện, thanh viện cho Phần Châu. Bình Nguyên vương Đoạn Thiều, Lan Lăng vương Cao Trường Cung đưa quân Tề đến, Hiến mệnh cho tướng sĩ bày trận để đợi. Đại tướng quân Hàn Hoan bị quân Tề bắt, quân Chu tan chạy, Hiến tự mình đốc chiến, quân Tề mới lui lại. Gặp lúc trời chiều, đôi bên đều thu quân.

## Hoàng đế nghi kỵ, anh em bất hòa
Sau khi Vũ đế giết Tấn công Vũ Văn Hộ (572), Hiến bị triệu, bèn cởi mũ sụp lạy. Đế nói với Hiến rằng: "Thiên hạ này là thiên hạ của Thái Tổ (tức Vũ Văn Thái), ta nhận lấy cơ nghiệp, thường sợ lầm lỡ. Trủng tể khi quân phạm thượng, mưu đồ bất quỹ, ta vì thế giết đi, để yên xã tắc. Đệ là anh em ruột thịt với ta, đồng cam cộng khổ, việc này lại không liên quan, sao phải nhận tội?" Bèn hạ chiếu sai Hiến đến phủ đệ của Hộ, thu binh phù cùng văn thư các bộ. Sau đó Hiến được làm Đại trủng tể. Vũ đế đã giết tể tướng, tự nắm triều chánh, thống nhất hình lệnh, đối với thân nhân liên quân đến Vũ Văn Hộ cũng không khoan dung. Hiến được Hộ tín nhiệm, từ niên hiệu Thiên Hòa về sau, uy thế ngày càng hiển hách. Hộ muốn làm gì, đều sai Hiến tâu lên. Có chỗ nào không hay, Hiến sợ gây ra hiềm khích giữa hoàng đế và tể tướng, đều uyển chuyển lựa lời. Vũ đế biết lòng dạ của Hiến, nên ông mới không gặp vạ. Nhưng uy danh của Hiến quá lớn, rốt cục Vũ đế vẫn không yên lòng, bề ngoài là cho ông diêu thụ chức Trủng tể, thực tế là đoạt binh quyền của ông.
Khai phủ Bùi Văn Cử là Thị độc của Hiến, Vũ đế đưa ông ta vào nội điện gặp mặt, nói: "Biểu hiện phản loạn của Tấn công, mọi người đều thấy, trẫm vì thế rơi nước mắt mà giết đi, để giữ yên nước nhà, làm lợi trăm họ. Xưa cuối đời Ngụy loạn lạc, Thái Tổ khuông phò họ Nguyên; đến khi nhà Chu thụ mệnh, Tấn công lại nắm uy quyền. Lâu ngày thành quen, thì cho rằng pháp lệnh nên như vậy. Há có thiên tử đã 30 tuổi mà còn bị người ta khống chế ru! Gần đây lại còn một tệ nạn, đã từng làm bộ thuộc của ai, thì đối với người ấy hành lễ như vua tôi. Việc này gây rối loạn sự thuyên chuyển quan viên, không phù hợp với thuật trị nước lâu dài. Kinh Thi nói: ‘Đêm ngày không nghỉ, phụng sự một người.’ ‘Một người’ là chỉ Thiên tử đấy. Khanh tuy hầu hạ Tề công, nhưng không thể giống như vua tôi. Lại có người nói Thái Tổ (tức Vũ Văn Thái) có 10 con trai, ai chẳng có thể làm Thiên tử. Khanh nên về với chánh đạo, khuyên Tề công giữ lấy đức nghĩa, giúp cho vua ta bọn ta đồng lòng, cốt nhục bọn ta hòa hợp. Chớ để anh em lại nghi ngờ lẫn nhau!" Văn Cử trở về thuật lại, Hiến vỗ án trỏ tim mà nói rằng: "Tấm lòng của ta, anh còn không rõ ư? Chỉ có tận trung cạn tiết mà thôi, biết nói làm sao!"
Năm Kiến Đức thứ 3 (574), được tiến tước làm vương. Tề vương hữu Lưu Hưu Chinh dâng lên một bài "Vương châm", Hiến khen hay. Hưu Chinh sau đó lại dâng lên Vũ đế, đế lại cho rằng bài văn ấy chỉ ra biện pháp khống chế các em của mình, rất thích.
Mùa thu năm ấy, Vũ đế đến cung Vân Dương, rồi phát bệnh. Vệ vương Vũ Văn Trực nổi loạn ở kinh sư, Vũ đế triệu Hiến hỏi rằng: "Vệ vương gây nghịch, đệ biết gì chăng?" Hiến đáp: "Thần vốn không biết, đến giờ mới rõ. Trực nếu nghịch trời trái lẽ, ắt là tự chọn diệt vong." Vũ đế nói: "Đệ làm tiền quân, ta sẽ theo sau." Sau đó Trực thua chạy. Vũ đế về kinh sư, Hiến cùng Triệu vương Vũ Văn Chiêu vào bái tạ, Vũ đế nói: "Quản, Thái bị giết còn Chu Công phụ chánh, lòng người bất đồng mà ngoài mặt như nhau. Chỉ thẹn anh em đến nỗi động can qua, là vì trẫm đối xử không đủ tốt." Ban đầu Trực rất đố kỵ Hiến, còn Hiến nhẫn nhịn ông ta; vả lại Trực là em cùng mẹ của Vũ đế, Hiến lại càng tỏ ra kính trọng ông ta. Khi đế giết Vũ Văn Hộ, Trực cố xin trị tội Hiến, Vũ đế nói: "Lòng dạ của Tề công, ta tự biết rõ, chẳng có chỗ nào đáng nghi cả!" Khi Văn Tuyên hoàng hậu (tức Sất Nô thái hậu – mẹ của Vũ đế và Vũ Văn Trực) băng, Trực mật khải rằng: "Hiến uống rượu ăn thịt, như ngày thường không đổi." Vũ đế nói: "Ta và Tề vương khác mẹ, đều không phải là con đích; cứ theo ý ta, đang có tang lễ thì mọi người phải hòa thuận. Ngươi cũng có điều đáng xấu hổ, sao cứ đi tìm lỗi lầm của kẻ khác. Ngươi là con bởi thái hậu sinh ra, vốn được yêu mến thiên vị. Bây giờ chỉ nên tự sửa mình, còn nói đến người khác làm gì!" Trực mới thôi.

## Hai lần đánh Tề, đảm nhiệm tiền phong
Năm thứ 4 (575), Vũ đế muốn đánh Bắc Tề, chỉ cùng Nội sử Vương Nghị bàn mưu, người khác không được biết. Sau đó đế cho rằng tài năng của các em trai, không ai bằng Hiến, bèn nói với ông, Hiến lập tức tán thành việc ấy. Đến khi sắp xuất quân, Hiến dâng biểu xin đem tài sản của mình để giúp quân phí, đế hạ chiếu không nạp, biểu dương ông trước công khanh rằng: "Bề tôi nên như thế này, trẫm quý trọng tấm lòng ấy, còn mong gì hơn nữa!" rồi hạ chiếu sai Hiến soái 2 vạn quân làm tiền phong, đồn thú Lê Dương. Vũ đế đích thân vây Hà Âm, chưa hạ được; Hiến chiếm Vũ Tế, tiến vây Lạc Khẩu, giành lấy 2 thành đông, tây. Vì Vũ đế phát bệnh, nên quân Chu rút lui. Năm ấy triều đình mới đặt chức Thượng trụ quốc, lấy Hiến đảm nhận.
Năm thứ 5 (576), quân Chu lại đánh Tề, Hiến soái 2 vạn tinh kỵ, lại làm tiền phong, giữ Thử Tước Cốc. Vũ đế đích thân vây Tấn Châu. Hiến tiến quân chiếm được 2 thành Hồng Đồng, Vĩnh An. Người Tề đốt cầu giữ chỗ hiểm, Hiến không thể tiến quân, đành dừng lại ở Vĩnh An. Tề Hậu Chủ Cao Vĩ tự đem 10 vạn quân đến cứu Tấn Châu. Khi ấy Trụ quốc, Trần vương Vũ Văn Thuần dừng quân ở Thiên Lý Kính, Đại tướng quân, Vĩnh Xương công Vũ Văn Xuân đồn trú Kê Tê Nguyên, Đại tướng quân Vũ Văn Thịnh giữ Phần Thủy Quan, đều chịu sự chỉ huy của Hiến. Hiến ngầm nói với Xuân rằng: "Việc binh cần phải lừa dối, đi ở không nhất định, thấy cơ hội thì làm ngay, không thể theo lẽ thường. Bây giờ mày đóng trại, chớ dựng màn trướng, hãy chặt cây bách làm nhà (nguyên văn: am), ra vẻ muốn ở lại lâu dài. Sau khi quân ta rút lui, giặc vẫn còn nghi hoặc." Bấy giờ Tề Hậu Chủ tự soái đại quân cùng Xuân đối trận, chia 1 vạn quân nhắm đến Thiên Lý Kính, rồi lại lệnh cho cánh quân này ra Phần Thủy Quan. Vũ Văn Thịnh cáo cấp, Thịnh và Trụ quốc Hầu Mạc Trần Nhuế vượt sông Phần đuổi theo, chém giết rất nhiều. Ít lâu sau Xuân cáo cấp rằng quân Tề uy hiếp, Hiến quay trở lại cứu viện, nhưng Xuân có sắc gọi về, đã lui quân trong đêm. Quân Tề trông thấy nhà bằng gỗ bách thì nghi hoặc, đến hôm sau mới nhận ra quân Chu đã đi rồi.
Khi ấy Vũ đế đã rời Tấn Châu, để Hiến ở lại phía sau kháng địch. Tề Hậu Chủ tự soái quân đuổi theo, đến Cao Lương Kiều. Hiến đem 2000 tinh kỵ, ngăn sông bày trận. Tướng Tề là Đoạn Sướng thẳng tiến đến cầu, cùng Hiến cách sông nói chuyện, xong, Hiến hỏi: "Tên ngài là gì?" Sướng đáp: "Lĩnh quân Đoạn Sướng đây! Còn ngài là ai?" Hiến nói: "Ta là Ngu hầu đại đô đốc." Sướng nói: "Xem ngài nói chuyện thì rõ không phải là người phàm. Hôm nay đã gặp nhau, sao phải giấu diếm danh vị?" Bọn Trần vương Vũ Văn Thuần, Lương công Hầu Mạc Trần Nhuế, Nội sử Vương Nghị đều ở cạnh Hiến. Sướng cố hỏi không thôi, Hiến bèn đáp: "Ta là Tề vương, em của Thiên tử." Rồi chỉ bọn Thuần mà đem danh vị của họ nói cho ông ta biết. Sướng giục ngựa rời đi, Hiến lập tức mệnh cho lui quân. Quân Tề vội vàng điều lực lượng tinh nhuệ đuổi theo, Hiến cùng Khai phủ Vũ Văn Hãn thống lãnh 100 kỵ binh tinh nhuệ đoạn hậu, chém tướng Tề là bọn Hạ Lan Báo Tử, Sơn Nhục Côi hơn trăm người, quân Tề bèn lui. Hiến vượt sông Phần đuổi kịp Vũ đế ở Ngọc Bích.
Vũ đế lệnh cho Hiến soái 6 vạn quân cứu viện Tấn Châu, ông bèn tiến quân, lập doanh trại ở Tốc Thủy. Tề Hậu Chủ vây đánh Tấn Châu, đêm ngày không nghỉ. Gián điệp trở về, đưa tin thành có lẽ đã bị hãm. Hiến bèn sai bọn Trụ quốc, Việt vương Vũ Văn Thịnh, Đại tướng quân Úy Trì Huýnh, Khai phủ Vũ Văn Thần Cử đem 1 vạn khinh kỵ trong đêm đến Tấn Châu. Hiến tiến quân chiếm cứ Mông Khanh, làm hậu viện cho họ, biết rõ thành chưa bị hãm, bèn quay về Tốc Thủy. Sau đó Vũ đế trở lại, đã đến Cao Hiển, Hiến bèn đưa quân nhắm đến Tấn Châu. Một ngày sau, các cánh quân Chu hội họp dưới thành. Đại quân Tề bày trận ở phía nam doanh trại, Vũ đế sai Hiến đi xem xét. Hiến trở về nói: "Trận này dễ thôi, xin phá địch xong rồi mới ăn cơm." Đế hài lòng nói: "Cứ như lời mày, ta không lo gì nữa!" Hiến lui ra, Nội sử Liễu Cầu nói riêng với ông rằng: "Giặc không hề ít, vương sao lại xem thường họ?" Hiến nói: "Hiến được ủy nhiệm làm tiền phong, là việc nhà kiêm việc nước, sớm quét sạch bọn giặc này, dễ như bẻ gãy cành khô mà thôi. Việc đời Thương – Chu, ngài đã biết đấy, giặc nay dẫu nhiều, nhưng làm gì nổi chúng ta!" Sau đó các cánh quân Chu cùng tiến, quân Tề tan rã. Đêm ấy, Tề Hậu Chủ bỏ chạy, Hiến đem khinh kỵ đuổi theo. Hiến dừng lại ở Vĩnh An, Vũ đế cũng đến đấy. Tàn quân Tề quay lại giữ Cao Bích và Lạc Nữ Trại, đế mệnh cho Hiến đánh Lạc Nữ Trại, ông phá được. Hôm sau, Hiến hội họp với đại quân ở Giới Hưu.
Khi ấy Tề Hậu Chủ chạy về Nghiệp Thành, để lại anh họ là An Đức vương Cao Duyên Tông giữ Tịnh Châu. Duyên Tông xưng đế, ra quân kháng cự quân Chu. Vũ đế vây thành, Hiến đánh mặt tây, hạ được; Duyên Tông chạy trốn, ông đuổi theo, bắt được. Nhờ công được tiến phong cho con thứ 2 là An Thành công Chất làm Hà Gian vương, bái con thứ 3 là Tung làm Đại tướng quân. Có chiếu lệnh cho Hiến làm tiền khu đi Nghiệp. Năm sau, quân Chu chiếm Nghiệp Thành.
Bọn Nhiệm Thành vương Cao Giai, Quang Ninh vương Cao Hiếu Hành của Tề nắm mấy vạn quân, cố thủ Tín Đô. Vũ đế hạ chiếu sai Hiến tiến đánh, còn lệnh cho Tề Hậu Chủ (đã bị bắt) viết thư tay khuyên hàng, Giai không theo. Giai đem vàng lụa khao thưởng, mộ được mấy ngàn quân. Hiến đến Triệu Châu, bắt được 2 gián điệp của Giai, tha chết, sai họ gởi thư khuyên hàng, Giai cũng không nghe. Hiến đến Tín Đô, Cao Giai bày trận ở phía nam thành, ông lên Trương Nhĩ Trủng để quan sát. Ít lâu sau bộ tướng của Giai là Úy Tương Nguyện giả cách ra lược trận, đem quân đầu hàng. Tương Nguyện vốn là tâm phúc của Giai, việc này khiến quân Tề rất sợ hãi. Giai cả giận, giết vợ con của Tương Nguyện. Hôm sau đôi bên giao chiến, quân Chu đánh bại quân Tề, chém giết hơn 3 vạn người, bắt sống Cao Giai và Cao Hiếu Hành. Vì bọn Giai tuy thất bại vẫn không mất khí tiết, Hiến trọng đãi 2 vương của Bắc Tề.

## Uy danh quá thịnh, vô tội bị hại
Trước đó, người Kê Hồ là Lưu Một Đạc xưng đế, đến nay có chiếu sai Hiến đốc bọn Triệu vương Vũ Văn Chiêu đánh dẹp, ông tự cho rằng uy danh của mình đã quá thịnh, ngầm tìm cách rút lui. Khi Vũ đế muốn thân chinh Bắc Phiên, Hiền lấy cớ có bệnh để từ chối đi theo, đế biến sắc nói: "Ngươi cũng sợ viễn chinh, ta còn biết dùng ai?" Hiến sợ hãi nói: "Được hầu hạ loan giá, thật lòng là ước nguyện của thần, nhưng đang lúc bệnh tật, không thể lãnh binh."
Vũ đế băng (578), Tuyên đế nối ngôi, cho rằng Hiến là hoàng thân có danh vọng lớn, rất kiêng dè ông. Khi Vũ đế còn chưa được táng, chư vương ở trong cung lo liệu tang sự, Tư vệ Trưởng Tôn Lãm làm Tổng binh phụ chánh, sợ chư vương làm loạn, tâu xin lấy Khai phủ Vu Trí tra xét hành vi của họ. Sau khi đưa Vũ đế vào lăng, chư vương về nhà, Tuyên đế lại mệnh cho Vu Trí đến phủ đệ của Hiến dò xét, tìm cớ để tố cáo ông mưu phản. Đế sai Tiểu trủng tể Vũ Văn Hiếu Bá nói với Hiến rằng: "Ngôi vị tam công, nên dành cho người hiền trong hoàng thất, nay muốn lấy chú làm Thái sư, chú chín (tức Vũ Văn Thuần) làm Thái phó, chú mười một (tức Vũ Văn Đạt) làm Thái bảo, chú thấy như thế nào?" Hiến đáp: "Thần tài hèn ở ngôi cao, đầy đủ quá đâm sợ. Trách nhiệm tam công, không đảm đương nổi. Vả lại công thần của Thái Tổ nên được cử nhận lấy trách nhiệm này. Nếu chỉ dùng anh em thần, e mọi người dị nghị." Hiếu Bá trở về rồi lại đến, nói: "Có chiếu sai vương lúc chiều muộn cùng chư vương đều đến cửa điện." Hiến một mình vào cung, được đưa một phòng riêng, tại đây bị bắt giữ bởi bọn tráng sĩ đã mai phục từ trước. Hiến thần sắc bất khuất, cố tự giãi bày. Đế sai Vu Trí đối chất với Hiến, ông mắt sáng rực, cùng Trí đối đáp. Trí nói: "Nay vương đã rơi vào cảnh ngộ này, còn nói nhiều làm gì?" Hiến đáp: "Ta là hoàng thân ở ngôi cao, một sớm đến nông nỗi này, cũng là sống chết có mạng, nào muốn dây dưa làm gì! Nhưng hãy còn mẹ già ở nhà, sợ rằng chết rồi vẫn ân hận mà thôi." Hiến ném cái hốt xuống đất, sau đó bị thắt cổ mà chết. Hưởng thọ 35 tuổi.
Tuyên đế giết cả năm con trai còn sống của Hiến; lại giết bọn Thượng đại tướng quân, An Ấp công Vương Hưng, Thượng khai phủ Độc Cô Hùng, Khai phủ Đậu Lư Thiệu, đều là thân tín của Hiến. Đế đã giết Hiến, không tìm được cớ gì, bèn nói thác là bọn Hưng cùng Hiến đồng mưu làm phản, rồi giết cả nhà họ. Ngươi đương thời biết bọn Hưng bị oan, đều nói đó là bồi táng theo Hiến.
Tuyên đế đặt thụy xấu cho Hiến là Dượng, cũng tức là thụy của Tùy Dượng đế Dương Quảng sau này.

## Đánh giá
Sử cũ chép: Hiến giỏi bày mưu, nhiều sách lược, có sở trường phủ dụ, chế ngự bộ thuộc, rất biết dùng người đúng việc; khi xung phong hãm trận, luôn đi trước sĩ tốt, khiến bộ hạ cảm động, đều vì ông mà ra sức. Người Tề nghe uy danh của Hiến, chẳng ai không kiêng dè tài dũng lược của ông. Từ sau chiến thắng ở Tịnh Châu, Hiến tiến sâu vào nước địch, binh sĩ của ông không quấy nhiễu dân chúng, không tơ hào chút gì!
Hiến phụng sự mẹ rất hiếu thảo. Tề Thái phi có bệnh phong nhiệt mạn tính, nhiều lần tái phát, Hiến áo không cởi đai, chầu chực bên cạnh. Hiến tòng chinh đông tây, mỗi khi chột dạ, cho rằng mẹ phát bệnh, bèn giục sứ giả thăm hỏi, quả nhiên như vậy.

## Hậu nhân
- Vũ Văn Quý tự Kiền Phúc, được phong An Định quận công, Tề quốc thế tử; làm đến Bân Châu thứ sử; mất sớm.
- Vũ Văn Chất tự Kiền Hữu, được phong Hà Gian quận vương; bị hại cùng cha.
- Vũ Văn Tung tự Kiền Lễ; được phong Trung Bá công; làm đến tướng quân; bị hại cùng cha.
- Vũ Văn Cống, không rõ tự, được phong Cử Trang công; bị hại cùng cha.
- Không rõ tên, tự Kiền Hi, được phong An Thành công; bị hại cùng cha.
- Không rõ tên, tự Kiền Hiệp, được phong Long Hạc công; bị hại cùng cha.

## Trước tác
Hiến thường cho rằng binh thư tạp và rộng, khó nắm yếu lĩnh. Năm Kiến Đức thứ 3 (574), tự san định làm 5 thiên "yếu lược", dâng biểu trần thuật, Vũ đế đọc xong, khen hay.